# بالامايونيتس
بالامايونيتس (الاسم العلمي Palaemonetes ويعرف بأسماء Glass Shrimp, Grass Shrimp) ويسمى أيضا بالروبيان الشبح أو بالروبيان الزجاجي نظرا لشكله الشفاف، هو نوع من الروبيان، يصل حجمه من 3 - 5، وعمره بين سنة لاثنتين. يحتاج درجة حموضة من 8- 6.5، ودرجة حرارة ما بين 18° - 27 رمز الدرجة.